# 鋸山 (千葉県)

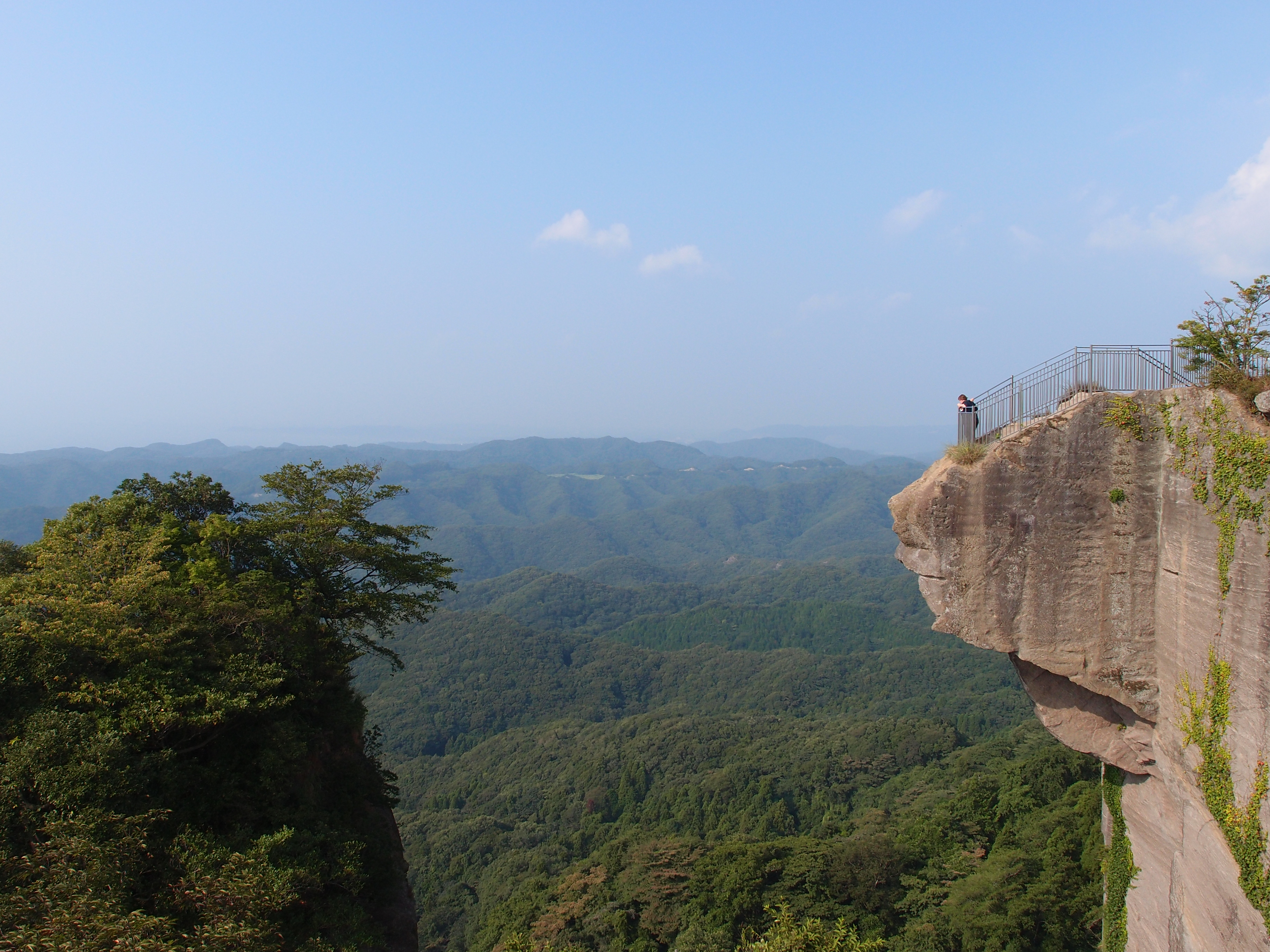
地獄のぞき

鋸山（のこぎりやま）は、千葉県安房郡鋸南町と富津市との境に位置する標高329.5メートルの山。索道として鋸山ロープウェーが通る。日本寺、地獄のぞきなど観光地化されている。日本名山図会の日本80名山、日本百低山に選定されている。

## 概要

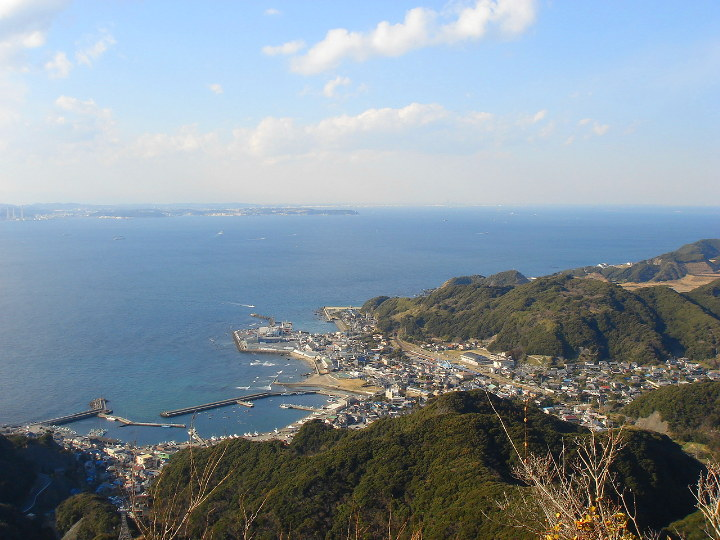
頂上からの眺望

正式な名称は乾坤山（けんこんざん）という。乾坤は天地の意。日本寺の山号となっている。

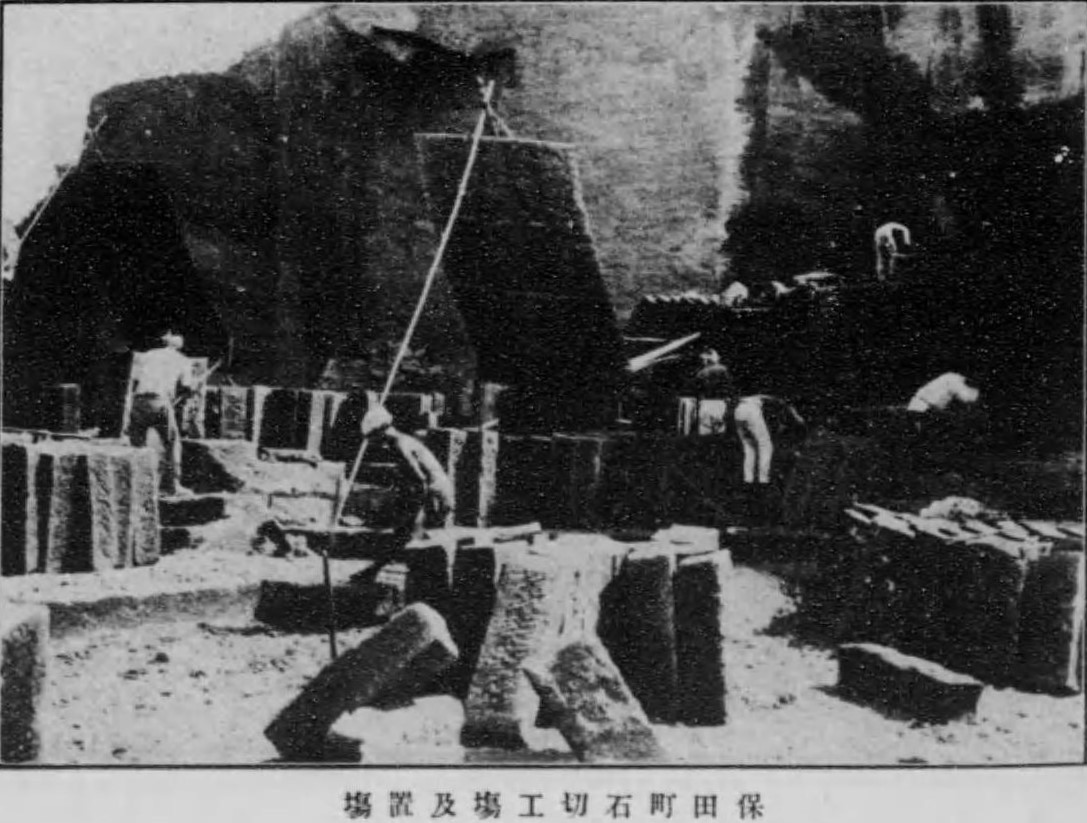
1926（大正15）年頃の保田町石切工場の様子

山は凝灰岩から成り、建築などの石材として適している。そのため古くは房州石と呼ばれ、良質石材の産地として、江戸時代から盛んに採石が行われた（石切場跡が現存する）。結果、露出した山肌の岩が鋸の歯状に見えることからこの名で呼ばれるようになった。1862年9月8日（文久二年八月十五日）、外交官アーネスト・サトウは、イギリス駐日公使館の通訳生として赴任するため横浜へ向かう途中、江戸湾（東京湾）洋上の汽船ランスフィールド号から、右手に鋸の歯のような恰好をした鋸山を眺望した旨、著書に記している。採取された石材は、幕末から明治、大正、昭和にかけて、主に横須賀軍港や横浜の港湾設備、東京湾要塞の資材として利用された。また、靖国神社や早稲田大学の構内にも利用されている。自然保護規制の強化により1985年（昭和60年）を最後に採石を終了。石切場や石材搬出路の跡は産業遺産として観光資源になっている。
江戸期には谷文晁が『日本名山図会』において日本80の名山のうちに数えたが、深田久弥が改めて日本百名山を選んだときに選に漏れ、現在では小林泰彦選の日本百低山に入っている。

## 地理

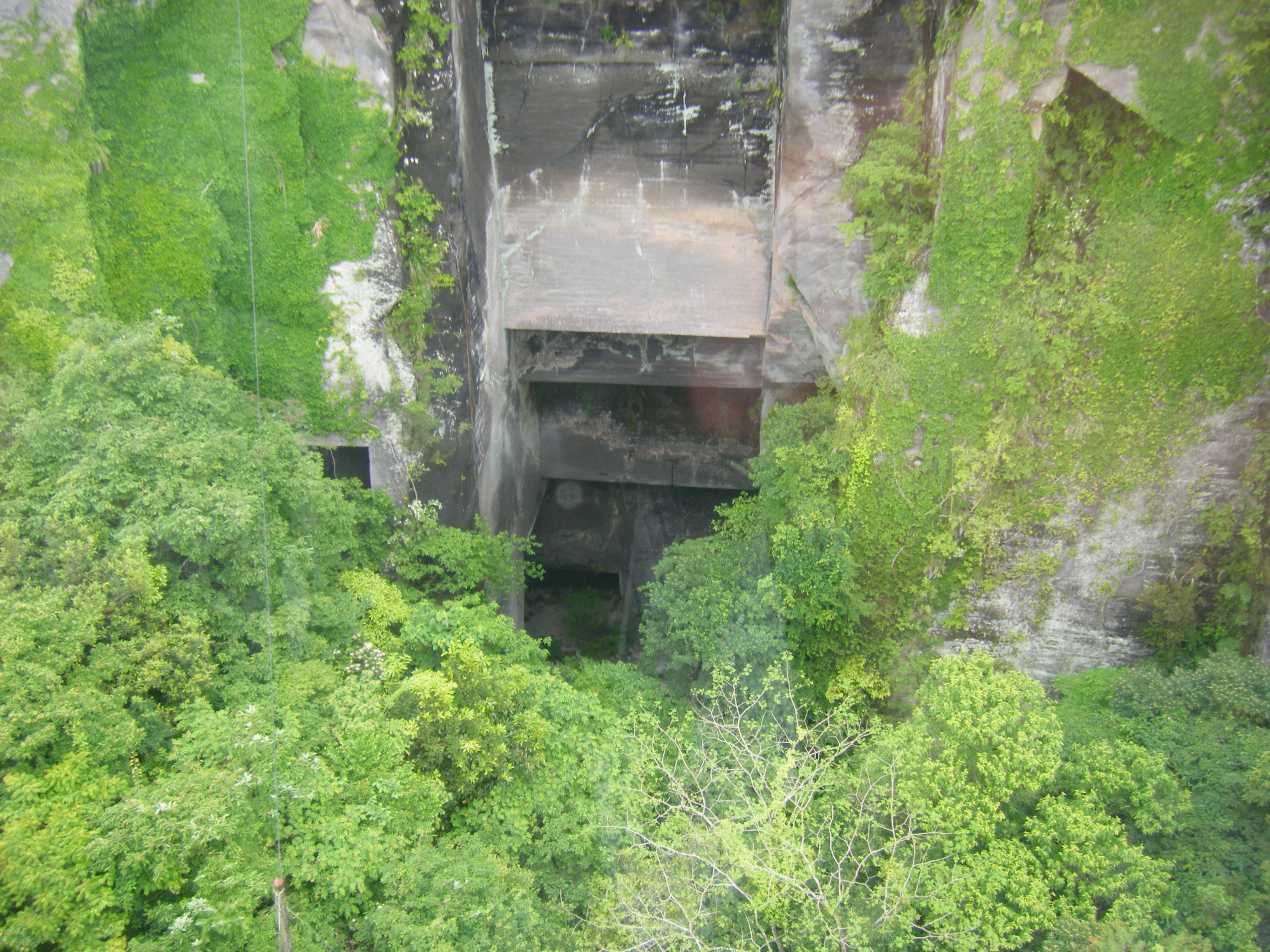
石切場跡

房総丘陵の一部分を占めるが、内陸部よりも海岸線（東京湾）に近い。眺望は素晴らしく、東京湾一帯から伊豆大島まで見渡すことができる。また近隣の安房三名山の富山、御殿山、伊予ヶ岳を臨むこともできる。
山頂までは、鋸山ロープウェーや鋸山登山自動車道を利用することが出来る。ハイキングでは、浜金谷駅（JR内房線）から鋸山頂上、百尺観音、地獄のぞき、日本寺大仏、日本寺を通って保田駅（JR内房線）へ下るコースがある。周辺は、地質や動植物の研究者から天然の大博物館として学術的にも注目されている。
鋸山が国道127号の上から東京湾へ落ち込むところは明鐘岬（みょうがねみさき）と呼ばれ、磯遊び、夕日観賞の観光ポイントである。

## 文学・美術における鋸山
鋸山には多くの文人が訪れ多くの詩歌が残されている。境内には小林一茶や長谷川馬光などの句碑も建立されている。近代文学では夏目漱石が『木屑録』に日本寺を訪れた際の様子を記している。夏目漱石と交流のあった正岡子規は後日、夏目漱石とは逆ルートで鋸山を訪れ、この旅を『かくれみの』で著している。
1852年（嘉永5年）頃に刊行された浮世絵師・歌川広重の連作『不二三十六景』では「安房鋸山」が描かれている（安房は現在の千葉県南部の旧国名）。「安房鋸山」は手前に鋸山、奥に浦賀水道越しの富士山を描いた図で、広重は嘉永5年2月に房総半島を旅行して鋸山を訪れ、『房総行日記』を記している。

## 地獄のぞき
地獄のぞき（じごくのぞき）は、山頂展望台の通称。頂上付近にあり、石切場跡の絶壁の上に下方前傾に突き出した岩盤上から約100メートル下を望むことができる。覗き込むと、スリルを味わいながら東京湾や房総丘陵、富士山などを見渡すことができる。

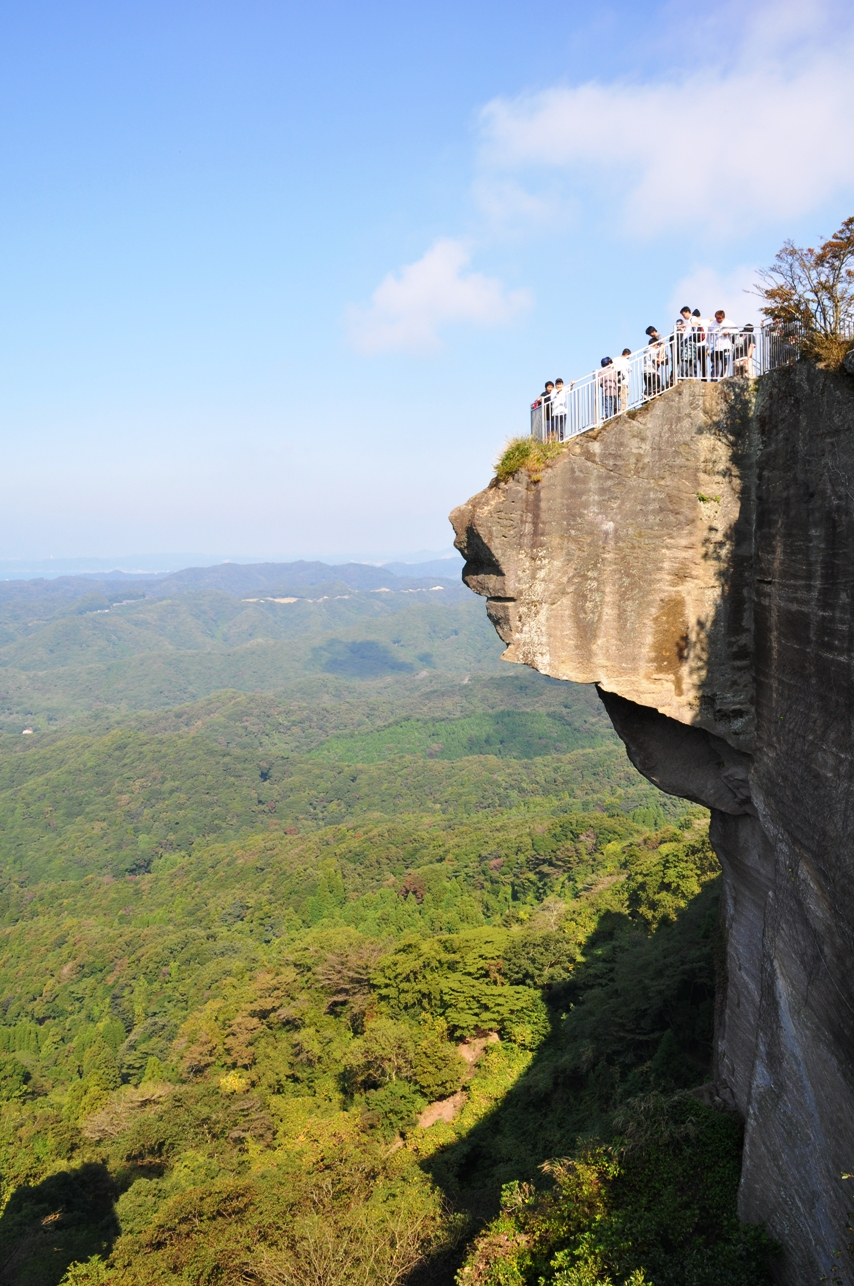
地獄のぞき
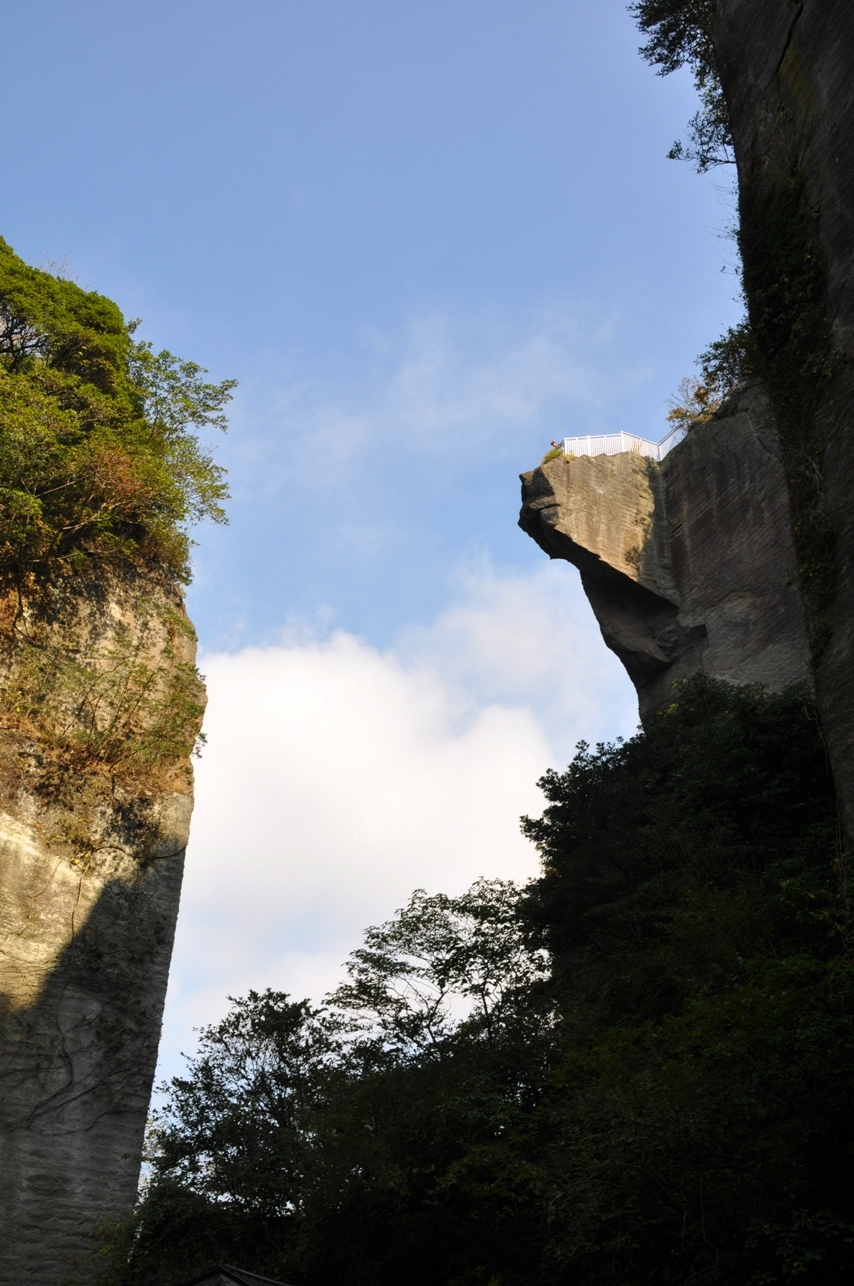
地獄のぞき（谷から）
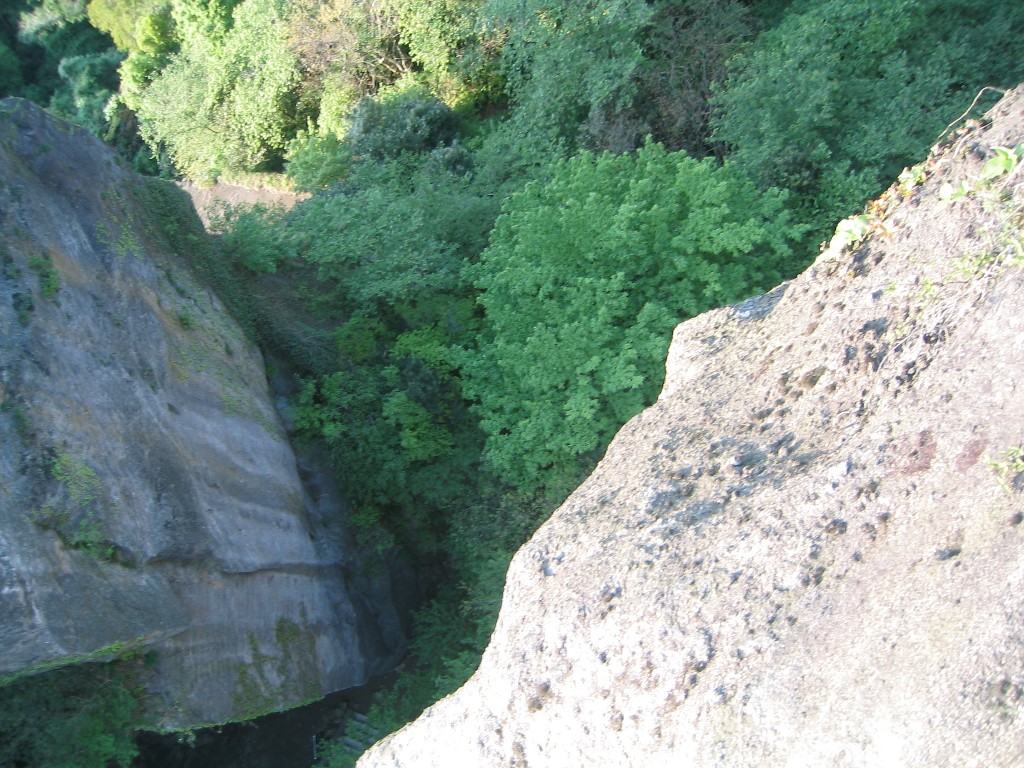
地獄のぞき（上から）

## 観光
地獄のぞきのほか、鋸山全体が境内である日本寺がある。参拝の際は文化財の維持・管理および境内の環境整備・復興のため拝観料が必要。
- 日本寺
  - 日本寺大仏
  - 百尺観音
  - 千五百羅漢

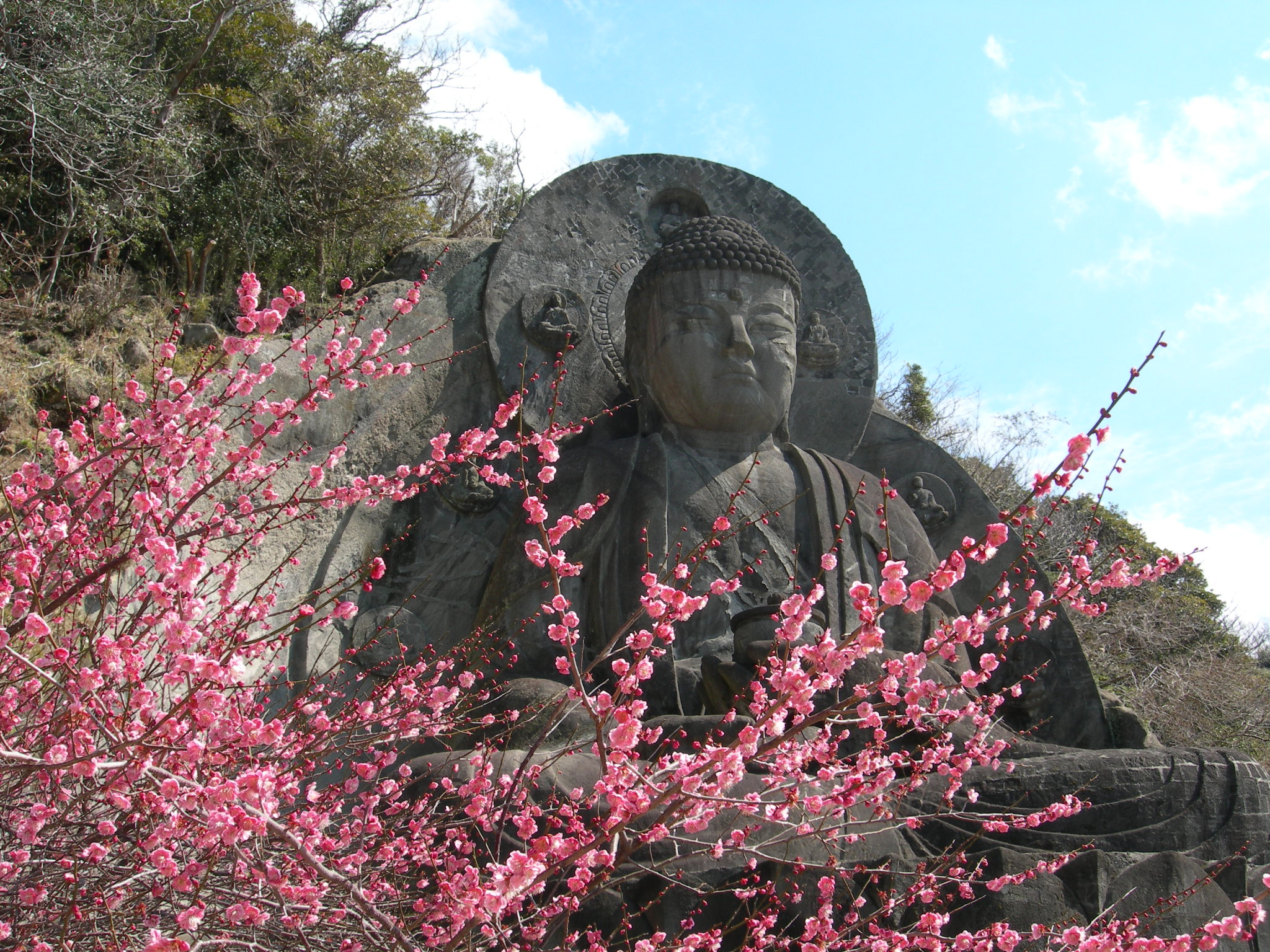
日本寺大仏
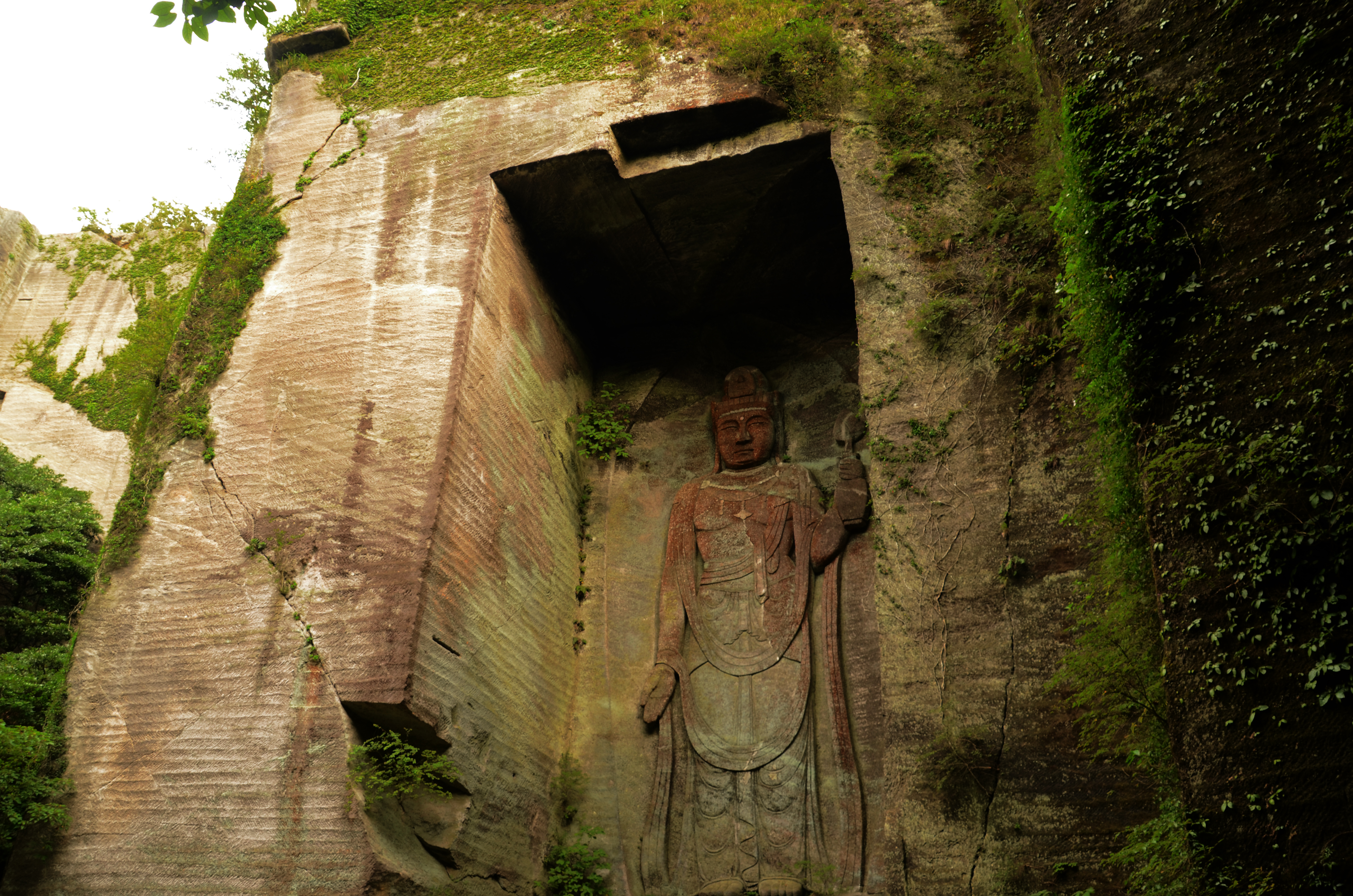
百尺観音
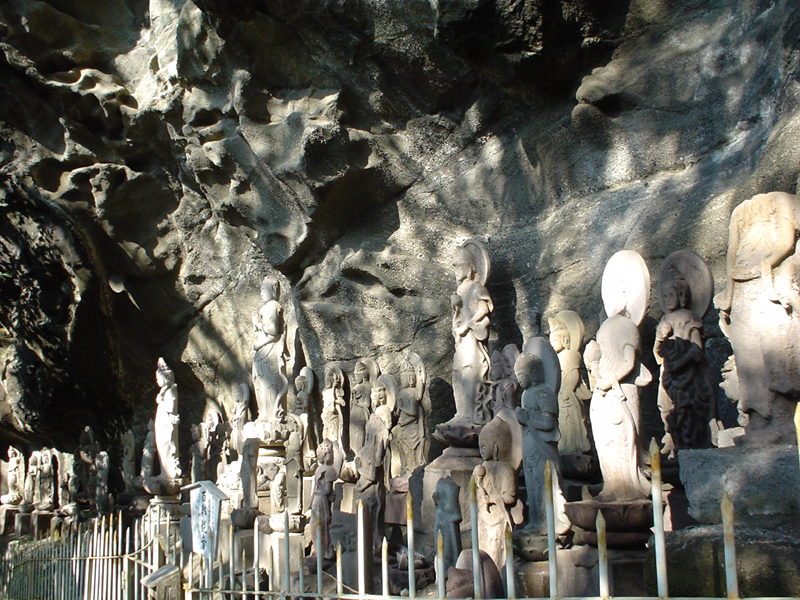
千五百羅漢

## 交通
鉄道
- JR内房線 保田駅または浜金谷駅
- 鋸山ロープウェー

自動車
- 国道127号

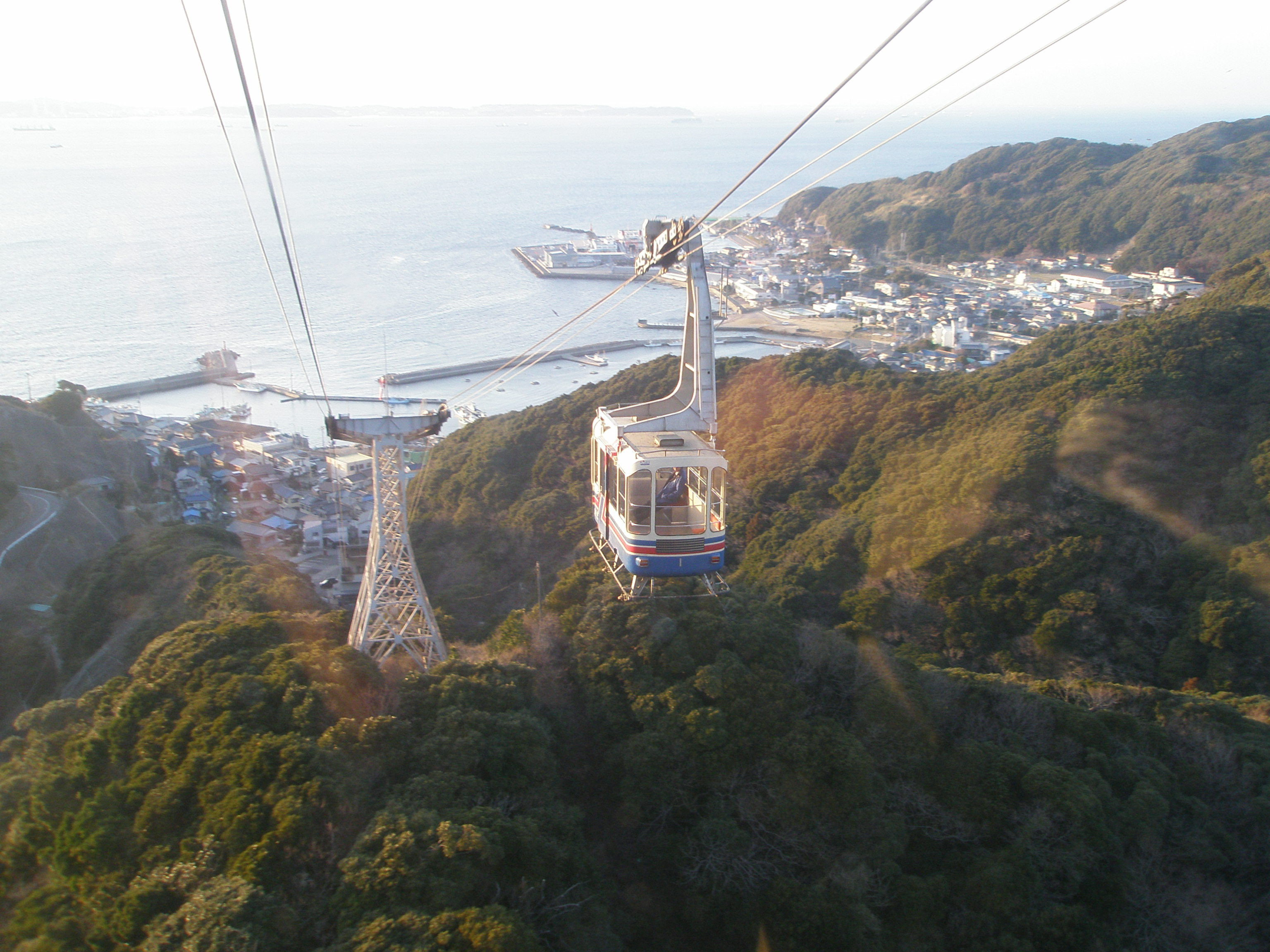
鋸山ロープウェー

- 富津館山道路 富津金谷インターチェンジ・鋸南保田インターチェンジ
- 鋸山登山自動車道
- 浜金谷港（東京湾フェリー）
- 鋸山観光自動車道